# IC 2623
IC 2623 — галактика типу E (еліптична галактика) у сузір'ї Чаша.
Цей об'єкт міститься в оригінальній редакції індексного каталогу.